# Демня (Тернопольская область)
Демня (укр. Демня) — село в Нараевской сельской общине Тернопольского района Тернопольской области Украины.
До 2020 года входило в Бережанский район.
Код КОАТУУ — 6120485705. Население по переписи 2001 года составляло 133 человека.

## Географическое положение
Село Демня находится на правом берегу реки Нараевка,
выше по течению на расстоянии в 1,5 км расположено село Куряны,
ниже по течению примыкает село Подвысокое.
Рядом проходит автомобильная дорога М-12 (E 50).